# Ula parabidens
Ula (Ula) parabidens là một loài ruồi trong họ Pediciidae. Chúng phân bố ở vùng Indomalaya.